# Paleis van Aiete

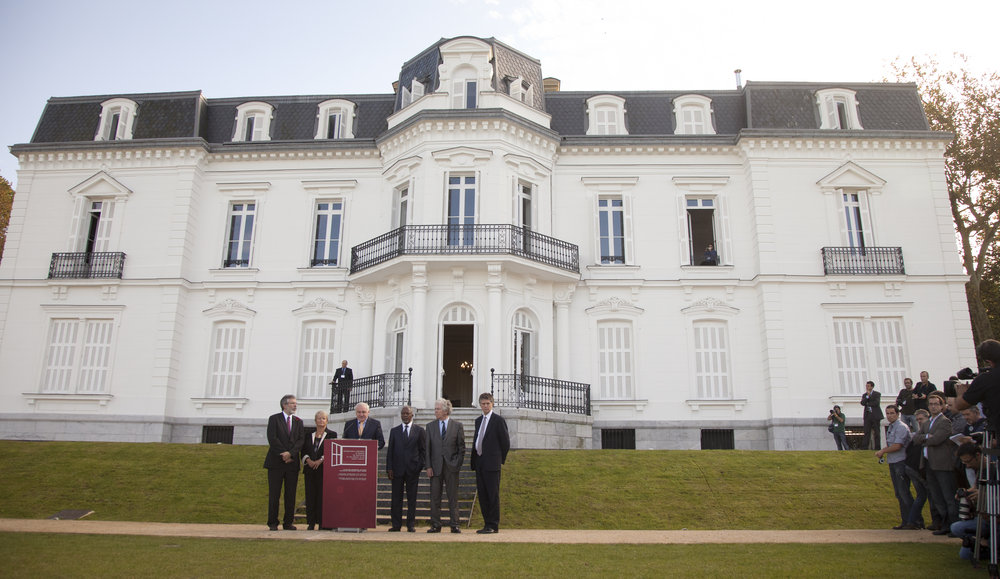
Slotverklaring van de Internationale Vredesconferentie van San Sebastian in de tuinen van het Paleis van Aiete

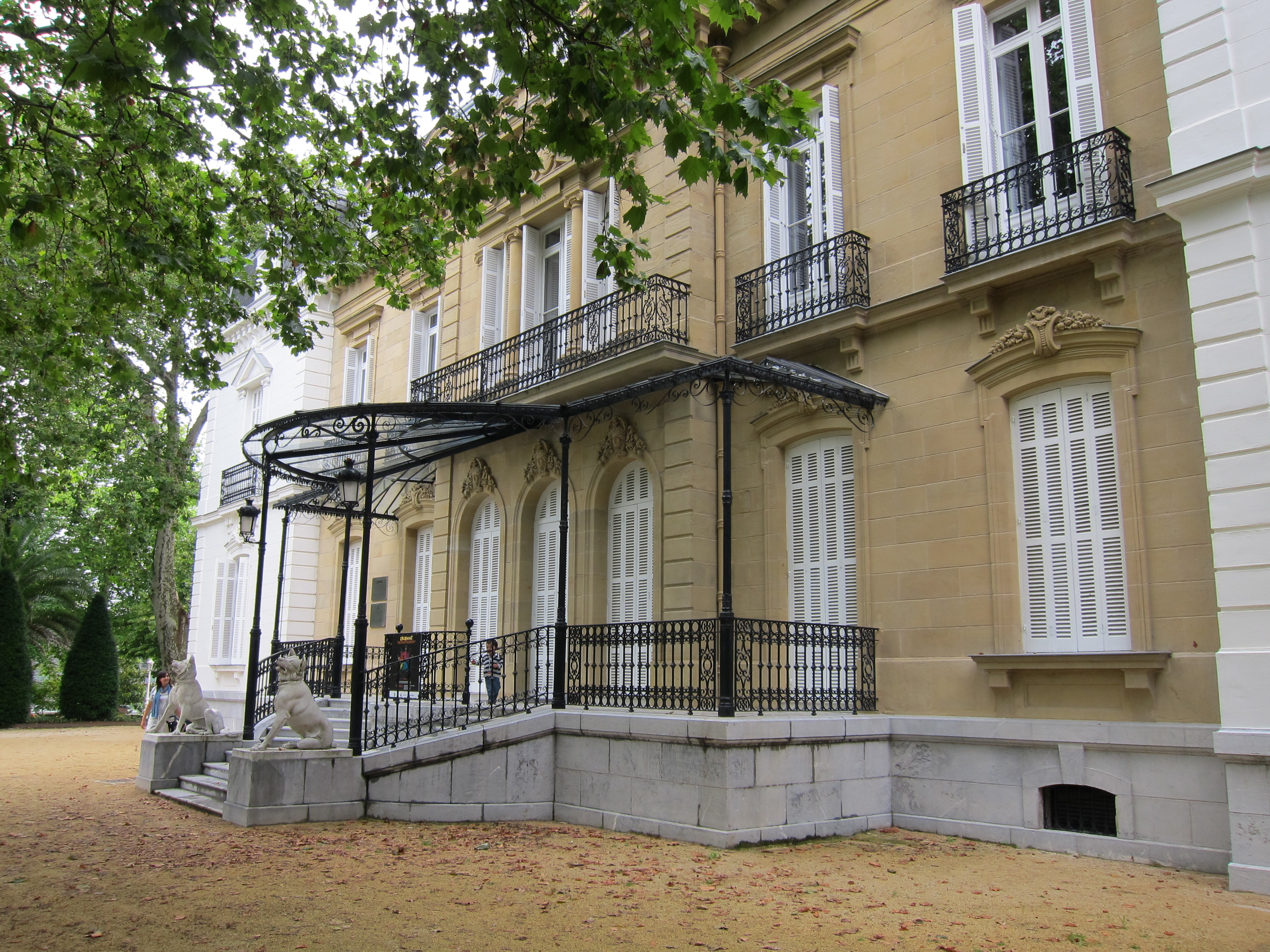
Ingang van het Paleis van Aiete

Het Paleis van Aiete (Spaans: Palacio de Ayete, Baskisch: Aieteko jauregia) is een paleis in het district Aiete van de Spaanse stad San Sebastian in de autonome gemeenschap Baskenland. Het paleis en de tuinen zijn door de Baskische regering tot monumentaal erfgoed verklaard. 
Het paleis is in 1878 gebouwd in opdracht van de hertog van Bailén, naar een neoclassicistisch ontwerp van de Franse architect Adolfo Ombrecht. De tuinen hebben een oppervlakte van 74.000 m2 en zijn ontworpen door landschapsarchitect Pierre Ducasse. Tot de bouw van het Miramarpaleis in 1893 was het Paleis van Aiete het zomerverblijf van koningin Isabella II, koning Alfons XII, zijn vrouw koningin Maria Cristina en hun zoon koning Alfons XIII. Ook hebben koningin Victoria van het Verenigd Koninkrijk en Eugénie de Montijo, echtgenote van Napoleon III en keizerin van Frankrijk, een nacht doorgebracht in het paleis. 
Ook Francisco Franco bracht zijn zomers door in dit paleis, dat door de gemeente San Sebastian was aangekocht en aan hem was geschonken. Hij riep er zijn ministerraad bijeen. Het was vanuit dit paleis dat hij naar Hendaye ging om Adolf Hitler te ontmoeten op het station aldaar, en ook besloot hij hier de ommedraai te maken richting de Verenigde Staten in de jaren '50. 
Op 17 oktober 2011 werd in het paleis de Internationale Vredesconferentie van San Sebastian gehouden, waarin meerdere personen met nationaal en internationaal aanzien, waaronder Kofi Annan, Bertie Ahern, Gro Harlem Brundtland en Gerry Adams bijeen kwamen om het einde van het geweld van de terreurorganisatie ETA te bespreken. Sindsdien huisvest het gebouw het Casa de la Paz y los Derechos Humanos, "Huis van de vrede en de mensenrechten". 